# Эсма-султан (дочь Абдул-Хамида I)
Эсма́-султа́н (тур. Esma Sultan; 1778, Стамбул — июнь 1848, там же) — дочь османского султана Абдул-Хамида I. Носила лакаб Кючюк (от тур. Küçük — «младшая») для отличия её от «старшей» Эсмы — дочери султана Ахмеда III. Эсма была женой капудана-паши Кючюк Хюсейна-паши; овдовев в возрасте 25 лет Эсма-султан больше замуж не выходила. Она пережила правление четверых султанов и умерла в правление пятого.

## Биография

### Происхождение и ранние годы

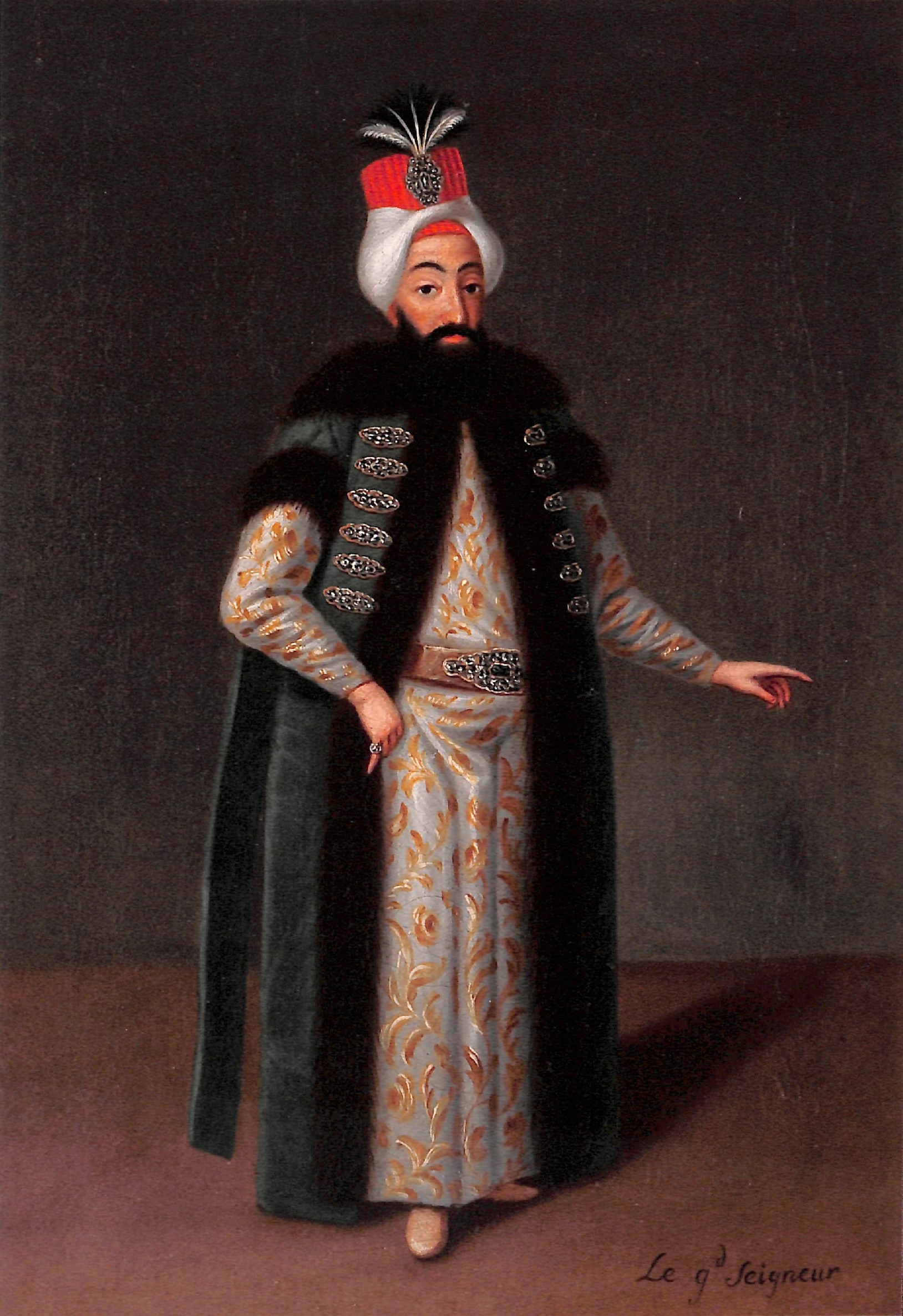
Отец Эсмы-султан султан Абдул-Хамид I

Эсма-султан родилась в Стамбуле и была дочерью османского султана Абдул-Хамида I. Касательно даты рождения и того, кто был матерью Эсмы-султан, у историков нет единого мнения. Турецкие историки Недждет Сакаоглу и Чагатай Улучай писали, что родилась Эсма 17 июля 1778 года (Улучай добавлял, что это был четверг), а её матерью была шестая жена султана Айше Синепервер-султан — таким образом, Эсма приходилась полнородной сестрой будущему османскому султану Мустафе IV. Также Сакаоглу и Улучай отмечали, что на личной печати Эсмы, которую ей сделали, когда султанше было 3 года, был вырезан 1781 год — 1195 год по хиджре. Версию о рождении Эсмы 17 июля 1778 года Сакаоглу основывает на труде Ахмеда Джевдета-паши «История Джевдета»; Джевдет-паша писал, что «дочь султана Абдулхамид-хана, родившаяся двадцать первого числа месяца Джумада аль-ахира в 1192 году по хиджре, получила имя Эсма-султан, и в честь неё сразу же был устроен праздничный салют». Османский историк Сюрея Мехмед-бей также писал, что родилась она 17 июля 1778 года, однако матерью её он назвал наложницу султана, умершую 19 января 1829 года. Османист Энтони Олдерсон указал среди детей Абдул-Хамида I двоих дочерей по имени Эсма: старшая из них родилась 2 августа 1778 года и умерла в детстве, младшая же родилась 5 июня 1782 года, достигла зрелости и вышла замуж; Олдерсон не указал, кто был матерью ни одной из этих дочерей султана. Турецкий историк и писатель Решад Экрем Кочу в «Стамбульской энциклопедии» писал, что Эсма родилась в 1778 году, а имя её матери установить не удалось. Дуглас Скотт Брукс, редактор мемуаров гаремных женщин «Наложница, принцесса и учительница», писал, что Эсма родилась 16 июля 1778 года.
Поскольку на момент рождения Эсмы была жива её тётка Эсма-султан, дочь Ахмеда III, маленькая Эсма в детстве носила прозвище «Кючюк» — «младшая». Старшая Эсма взяла под своё покровительство маленькую племянницу, поскольку не имела своих детей. Старшая Эсма скончалась, когда младшей было 10 лет, а ещё через год умер султан Абдул-Хамид I и новым султаном стал двоюродный брат младшей Эсмы Селим III. Согласно Сакаоглу, Эсма вместе с матерью Айше Синепервер отправилась в Старый дворец.

### Брак

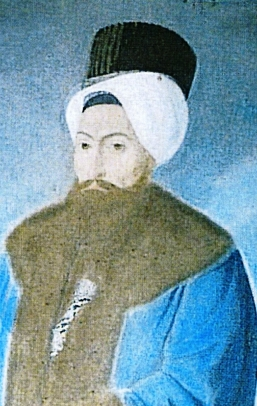
Супруг Эсмы-султан Кючюк Хюсейн-паша

16 февраля 1792 года Селим III назвал женихом четырнадцатилетней Эсмы Кючюк Хюсейна-пашу, который был старше невесты на 22 года. Улучай писал, что Селим III очень любил Хюсейна и был доволен его службой — именно поэтому Селим выбрал Хюсейна-пашу в мужья кузине. В «Рузнаме» указано, что Селим III встретился с Хюсейном-агой, служившим на тот момент главным чухадаром, в покоях Сюннета, облачил его в одежды визиря и назвал женихом и капуданом-пашой; будущий супруг султанши поцеловал руку султана, а затем вместе с подчинёнными капудана-паши отправился сначала в Бабыали, где был одет в почётное одеяние, после чего отбыл на верфь. В своём приказе великому визирю Селим III так писал об этих событиях: «Прибыла дочь моего дяди Эсма-султан. Сейчас, когда пришло время заключать брак, я пожаловал башчухадару Хюсейну-аге звание визиря, назначил его капуданом-пашой и отправил на верфь. Я даже назначу его женихом Эсмы-султан. Пошлите ей всё необходимое. Мы сделали два дела за раз».
Джевдет-паша писал, что 29 мая 1792 года, когда было организовано помолвочное шествие Эсмы-султан, Селим III спустился в Павильон процессий и наблюдал за шествием; в этот же день был заключён никах между Эсмой и Хюсейном-пашой. Чагатай Улучай также писал, что помолвка и никях были заключены в один день, однако называет датой этого события 21 января 1792 года. Согласно записям Джевдета-паши, поскольку Хюсейн-паша отправился в поход, свадебные торжества были отложены до его возвращения. Когда императорский флот прибыл в Стамбул, Хюсейн-паша начал подготовку к свадьбе, и султан поручил великому визирю Коджа Юсуфу-паше возглавить флот вместо него. Торжества начались 15 декабря 1792 года. Поскольку в тот день шёл снег, празднества были организованы в особняке Шевкие; свадебные торжества продолжились в том же особняке и в последующие дни. 20 декабря состоялось шествие невесты, за которым султан вновь наблюдал из Павильона процессий. Когда свадебная процессия покинула дворец и направилась во дворец Йешил имарет на Диванйолу, который был передан Эсме-султан, жители Стамбула несмотря на холод следовали за процессией, неся нахили (украшенные деревья). После того, как новоиспечённый зять династии и гости выпили кофе и подарили друг другу подарки, брак считался заключённым. В следующую пятницу Селим III почтил Эсму-султан визитом после пятничной молитвы, состоявшийся в мечети Ая-Софья.
Сакаоглу писал, что у Селима III с Эсмой сложились довольно тёплые отношения: он не отказывался от приглашений Эсмы, навещая её в её дворце; сама же Эсма к визиту кузена устраивала развлечения и пиры и сама наведывалась в гости в султанский дворец. В «Рузнаме» касательно лета 1797 года указано, что пока Эсма-султан гостила в султанском дворце, в гареме устраивались различные развлечения. В те годы Эсма-султан была более известна как «Капуданпаша-султан»; она принимала приглашения в своём дворце и отправлялась на пикники со своей свитой, соперничая с дочерьми своего дяди Мустафы III Шах, Бейхан и Хатидже.
О семейной жизни Эсмы и Хюсейна в Стамбуле ходили многочисленные слухи. В частности, Эсма питала слабость к молодым людям со светлыми глазами, а её супруг сформировал церемониальную гвардию из босоногих полуголых моряков; гвардия эта была известна по имени её создателя — «Нагие Хюсейна-паши». Брак оставался бездетным. В 1803 году Кючюк Хюсейн-паша умер; Эсма-султан стала вдовой всего в 25 лет и, в отличие от других дочерей султанов, больше замуж не выходила.

### Вдовство
Эсма-султан питала большую любовь к своему брату Мустафе и поддержала в 1807 году восстание Кабакчы Мустафы, возведшее на престол её любимого брата. Благодаря близости с Мустафой IV, Эсма после восстания Кабакчы получила возможность жить так, как сама считала нужным. Сакаоглу отмечал, что Эсма, имевшая большое влияние при дворе, вероятно, сыграла не последнюю роль и в убийстве бывшего султана Селима III во время набега на дворец рущукского аяна Алемдара Мустафы-паши в 1808 году. Улучай также писал, что Эсма и её мать валиде Айше Синепервер-султан всеми силами пытались удержать Мустафу IV на троне. Однако убийство Селима III, которого Алемдар планировал вернуть на трон, не остановило Мустафу-пашу: он сверг с престола Мустафу IV и возвёл на него другого брата Эсмы-султан Махмуда II, а сам занял пост великого визиря. После всего случившегося Алемдар Мустафа-паша стал злейшим врагом Эсмы-султан, которая приложила немало усилий для свержения его диктатуры. Сестра султана в открытую контактировала с янычарами, планировавшими очередное восстание против султана; Алемдар-паша, которому шпионы доносили о связях Эсмы с военными, предупреждал Махмуда II об опасности таких связей султанши: он требовал подвергнуть Эсму домашнему аресту и запретить ей вести переписку, однако султан оставил без внимания предостережения великого визиря. После набега на Бабыали янычар в 1808 году, окончившегося смертью Алемдара, имя Эсмы-султан, которая вместе с матерью приложила немало усилий к случившемуся, оказалось на слуху во всей столице: после бунта Махмуд II отдал приказ о казни Мустафы IV, после чего янычары двинулись ко дворцу Эсмы-султан, объявив, что сделают её султаном; разговоры об этом ещё долгое время велись в столичных кофейнях.
После того, как утихли янычарские мятежи и, несмотря на смерть любимого брата, Эсма-султан и Махмуд II стали очень близки. Султан подарил Эсме богатые поместья на Крите, в Эдремите, Кемере и Биге, а также регулярно навещал сестру, а она наносила ответные визиты. Помимо этого, Эсма-султан имела настолько бесконечную свободу на протяжении всего правления Махмуда, сколько не было у других султанш, а любые поступки Эсмы, о которых судачила общественность и которые можно было бы назвать позорными, оставались без внимания султана. Эсма проживала в ялы своей тётки старшей Эсмы-султан, известном как «Особняк Ханчерли-султан», собственных особняках в Мачке и Ортакёе; она окружала себя роскошью, одевалась в дорогую, богато украшенную одежду, любила ездить на пикники со своим окружением. Улучай писал, что братья Эсмы Мустафа IV и Махмуд II подарили ей множество поместий и ферм; благодаря доходам от этих владений Эсма-султан стала одной из самых богатых женщин Стамбула. По её приказу были построены дворцы в Эйюп и Мачке, а также особняки Тырнакчы и Куручешме, где султанша жила с большим штатом прислуги в роскошной обстановке.
Экрем Решад Кочу так писал об этом периоде в жизни Эсмы-султан: «В зависимости от сезона она жила в своём дворце в Диванйолу, в своих особняках в Куручешме и на Золотом Роге. Она была самой стильной и нарядной женщиной в Стамбуле. Она часто появлялась со своими прекрасными наложницами на пикниках; её наряды и стиль сразу же стали самыми модными в модном районе Стамбула. Она собирала греческих юношей, гулявших по тротуарам Бейоглу и Галаты, приводила их в ялы Тырнакчы в Куручешме, раздевала этих красивых и порочных юношей, одевала их в похотливые, непристойные одежды и заставляла танцевать в присутствии султана. Она посылала на улицу одну из своих прекрасных наложниц-проституток — обученную девушку с красивыми бровями, глазами, ямочками на щеках, кокетливо носившую носовые платки и зонтики, а также одетую в наряд лодочника, зеленщика или бакалейщика. Она брала с собой молодого похотливого юношу и приводила его в сад особняка в Эйюпе; как только юноша шагал внутрь, люди султанши кричали: — Ты такой непорядочный, непослушный человек, что преследуешь целомудренную женщину! Они набрасывались на него и беспощадно избивали. Эсма-султан, наблюдавшая сцену избиения этого молодого человека, который был олицетворением мужской славы с великолепным телом, красивым лицом, хорошо сформированными руками и ногами и горькой силой, подобной яду, с удовольствием наблюдала, как юноша бросался к её ногам и молил о прощении…» Кочу писал, что, поскольку Эсму считали садисткой, находились люди, обвинявшие её в более серьёзных преступлениях, в частности — в убийстве. Решад Экрем ссылался на книгу «Тридцать лет в гареме» — мемуары Мелек-ханым, жены Кыбрыслы Мехмеда-паши, опубликованные на английском языке в Нью-Йорке в 1872 году; Мелек-ханым писала, что Эсма «однажды прогуливаясь по деревне увидела очень красивого и крупного молодого крестьянина. Она попросила его принести цветы и фрукты к ней во дворец. После того, как крестьянин вошёл во дворец и обеспечил султаншу развлечениями в течение нескольких дней, он был убит…» Недждет Сакаоглу ставил под сомнение достоверность мемуаров Мелек-ханым, называя их «мемуарным романом».
В правление Махмуда II для жителей столицы — как мужчин, так и женщин — стали открываться места для пикников. Эсма-султан стала первооткрывателем этих мест, а также других модных тенденций. Вместе со своей кузиной Хатидже-султан она принимала активное участие в переходе тех, кто жил в замкнутой среде гарема, во внешний мир и замене уединённых традиционных развлечений посещениями деревень и лугов. Этим событиям народный поэт Рази посвятил строки своей песни «Я видел юношу в виноградниках Эсмы-султан». Эсма сыграла свою роль в открытии для публики холмов Чамлыджа, долин и лугов Гёксу-Кючюксу, а также в создании модных прибрежных дворцов на Босфоре, хотя ни один из них не сохранился.

### Последние годы и смерть
Особняки Эсмы в Эюпе и Чамлыдже были любимыми местами отдыха султана Махмуда II, которые он с удовольствием посещал и где подолгу оставался. Благодаря частым и продолжительным визитам к Эсме султана, в особняке султанши в 1830 году одна из наложниц Махмуда II Пертевниял-султан родила будущего султана Абдул-Азиза, а сам Махмуд II умер в 1839 году в особняке Эсмы в Чамлыдже. На месте своего дворца в Диванйолу, когда-то подаренного ей султаном, Эсма построила брату мавзолей, в котором и был похоронен Махмуд. Будучи уже в преклонном возрасте и застав правление племянника Абдул-Меджида I, Эсма-султан занималась воспитанием наложниц, которых поставляла для службы любвеобильному султану.
Эсма-султан пережила правление четырёх султанов — отца Абдул-Хамида I, кузена Селима III, братьев Мустафы IV и Махмуда II — и скончалась в возрасте 70 лет в правление пятого — своего племянника Абдул-Меджида I. Произошло это, по разным данным, 4, 8 или 9 июня 1848 года в Стамбуле. Вопреки традиции, Эсма была похоронена не в мавзолее отца в Хамидие, а рядом с братом Махмудом II в Диванйолу. Сакаоглу писал, что всё своё имущество Эсма-султан завещала племяннице Адиле-султан и её дочери Хайрие Ханым-султан. Улучай же писал, что часть имущества Эсмы была продана для покрытия долгов, а наследницами оставшейся части стали Адиле-султан и её дочери Хайрие и Сафие.

## Личность
Экрем Решад Кочу писал, что об Эсме ходили многочисленные слухи, в том числе и том, что она имела садистские наклонности и была причастна к убийствам. Он также писал о её развязности, о которой было известно ещё со времён её замужества, поскольку Кючюк Хюсейн-паша потворствовал наклонностям супруги. Однако Сакаоглу ставил под сомнение достоверность источника этих слухов; сам он писал, что образ Эсмы-султан в произведениях современных европейских писателей, интересующихся гаремом, сформирован с использованием ложной и сфабрикованной информации. Чагатай Улучай писал, что Эсма-султан любила удовольствия и развлечения и стильно одевалась, что возмущало многих и становилось причиной распространения о ней различных сплетен, однако сама Эсма не обращала на них внимания и просто наслаждалась жизнью.

## В культуре
Эсма-султан является одним из персонажей турецко-российского телесериала «Султан моего сердца» (2018); роль исполнила турецкая актриса Эмель Чёлгечен.